# 阿尔特巴赫
阿尔特巴赫是德国巴登-符腾堡州的一个市镇。总面积3.35平方公里，总人口5900人，其中男性2926人，女性2974人（2011年12月31日），人口密度1 761人/平方公里。